# Катон-Карагайски район
Катон-Карагайски район (на казахски: Катонқарағай ауданы) е съставна част на Източноказахстанска област, Казахстан, с обща площ 13 350 км2 и население 22 314 души (по приблизителна оценка към 1 януари 2020 г.).
Административен център е село Болшенаримское.